# 孔布尔苏莱科特
孔布尔苏莱科特（法語：Combres-sous-les-Côtes，法語發音：[kɔ̃bʁ su le kot]）是法国默兹省的一个市镇，位于该省东部，属于凡尔登区。

## 地理
孔布尔苏莱科特（49°3'32"N, 5°37'28"E）面积5.06 平方千米，位于法国大東部大區默兹省，该省份为法国西北部内陆省份，北与比利时接壤，西接马恩省和阿登省，南至上马恩省和孚日省，东临默尔特-摩泽尔省。
与孔布尔苏莱科特接壤的市镇（或旧市镇、城区）包括：莱塞帕尔日、埃尔伯维尔、圣雷米拉卡洛讷、索莱尚普隆、特雷索沃。
孔布尔苏莱科特的时区为UTC+01:00、UTC+02:00（夏令时）。

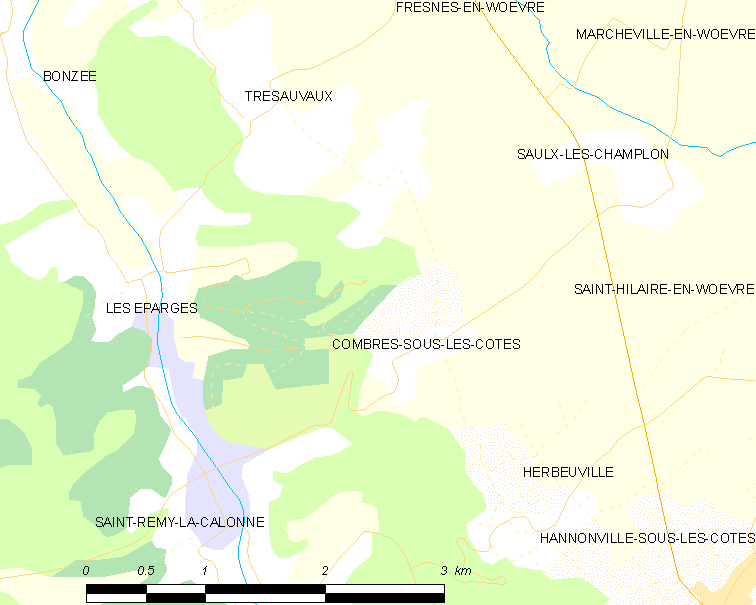
孔布尔苏莱科特的OSM定位图

## 行政
孔布尔苏莱科特的邮政编码为55160，INSEE市镇编码为55121。

## 政治
孔布尔苏莱科特所属的省级选区为埃坦县。

## 人口

1962-2008年间孔布尔苏莱科特人口变化图示

孔布尔苏莱科特于2022年1月1日时的人口数量为108人。